# Moritz Busch

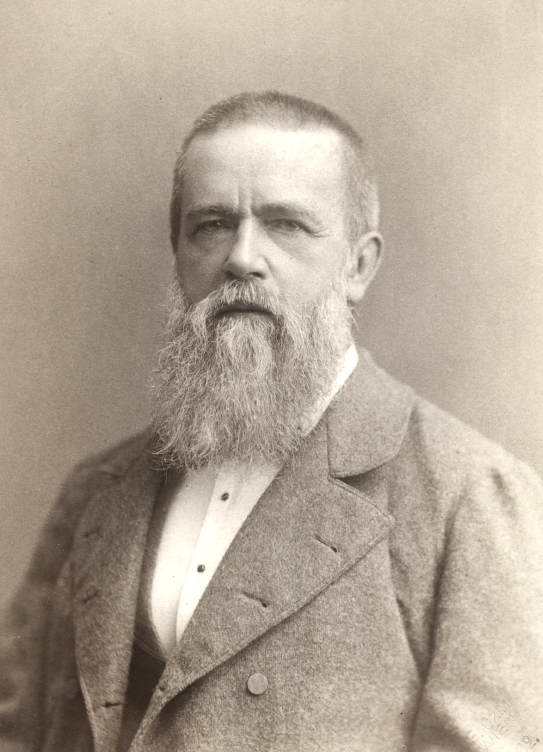
Moritz Busch

Moritz Busch

Julius Hermann Moritz Busch (* 13. Februar 1821 in Dresden; † 16. November 1899 in Leipzig) war ein deutscher Publizist, bekannt vor allem für seine Schriften über Bismarck.

## Leben
Moritz Busch studierte ab 1841 an der Universität Leipzig Theologie, promovierte aber als Doktor der Philosophie und widmete sich ab 1847 ganz dem Journalismus und der Literatur. Während seines Studiums wurde er 1842 Mitglied der Burschenschaft Markomannia Leipzig.
Als Anhänger der Deutschen Revolution 1848/1849 ging er nach deren Scheitern 1851 nach Nordamerika, kehrte aber bald enttäuscht nach Deutschland zurück und veröffentlichte einen Reisebericht. In den folgenden Jahren bereiste er ausgiebig den Orient und schrieb Bücher über Ägypten, Griechenland und Palästina, die er zum Teil für die 3. Sektion des Österreichischen Lloyd, auch als Reiseführer (Lloyd’s illustrirte Reisebibliothek), verfasste. 1856–1864 und 1865–1870 war er Redakteur der Leipziger Grenzboten, 1864/65 arbeitete er als Presseagent des Herzogs Friedrich von Augustenburg.
1870–1873 war er einer von Bismarcks Presseagenten und begleitete ihn in dieser Funktion während des ganzen Deutsch-Französischen Kriegs. Direkt nach Bismarcks Tod veröffentlichte er dessen Ansuchen um Amtsentlassung vom 18. März 1890. 1873 wurde er Redakteur des Hannoverschen Kurier, 1878 Berliner Korrespondent der Zeitschrift Die Grenzboten. Im Jahr 1880 veröffentlichte er sein Buch Israel und die Gojim. Beiträge zur Beurtheilung der Judenfrage, eine Sammlung und Ergänzung von Beiträgen, die zuvor in der Zeitschrift Die Grenzboten veröffentlicht wurden. In diesem Buch spricht er sich für eine Entrechtung der Juden aus und für das Zurückdrängen des „semitischen Elements“.
Busch übersetzte Romane von Charles Dickens, William Makepeace Thackeray, Mark Twain und anderen amerikanischen Humoristen ins Deutsche.

## Werke
- Wanderungen zwischen Hudson und Mississippi (1854)
- Schleswig-holsteinische Briefe (1854)
- Aegypten. Reisehandbuch für Aegypten und die angränzenden dem Pascha unterworfenen Länder. Österreichischer Lloyd, Triest 1858
- Griechenland. Reisehandbuch für Griechenland mit Einschluss Thessaliens, Albaniens, der Inseln des Archipelagos und der Ionischen Republik. Österreichischer Lloyd, Triest 1859
- Die Türkei. Reisehandbuch für Rumelien, die untere Donau, Anatolien, Syrien, Palästina, Rhodos und Cypern. Österreichischer Lloyd, Triest 1860 (2. Auflage 1870, online, 3., gekürzte Auflage 1881)
- Erinnerungen vom Nil. Die Stadt Saladins. In (Leipziger) Ill. Zeitung Nr. 809, 1. Jan. 1859
- Eine Wallfahrt nach Jerusalem. Bilder ohne Heiligenscheine. Friedrich Wilhelm Grunow, Leipzig 1861
- Bilder aus dem Orient. Nach der Natur gezeichnet von A. Löffler. Österreichischer Lloyd, Triest 1862 (online)
- Bilder aus Griechenland. Nach der Natur gezeichnet von A. Löffler. Österreichischer Lloyd, Triest 1863 (2. Auflage 1870, online)
- Abriss der Urgeschichte des Orients bis zu den medischen Kriegen (1869–1871)
- Geschichte der Mormonen nebst einer Darstellung ihres Glaubens und ihrer gegenwärtigen socialen und politischen Verhältnisse. A. Abel, Leipzig 1870
- Zur Geschichte der Internationale. Friedrich Wilhelm Grunow, Leipzig 1872
- Deutscher Volkshumor (1877)
- Deutscher Volksglaube (1877)
- Die gute alte Zeit (1878)
- Graf Bismarck und seine Leute während des Krieges mit Frankreich. Nach Tagebuchblättern, Bd. 1–2. Grunow, Leipzig 1878, neue Ausgabe 1899–1002
- Wunderliche Heilige. Religiöse und politische Geheimbünde und Secten. Leipzig, Verlag von Fr. Wilh. Grunow, 1879 Digitalisat
- Bismarck in Varzin, in: Die Grenzboten. Zeitschrift für Politik, Literatur und Kunst, 38. Jahrgang, Drittes Quartal, Leipzig 1879, S. 488–503 (Google Books) und S. 528–537 (Google Books).
- Israel und die Gojim. Beiträge zur Beurtheilung der Judenfrage (1880)
- Unser Reichskanzler (1884)
- Bismarck und sein Werk
- Bismarck: some Secret Pages of his History (London 1898, deutsch von Grunow unter dem Titel Tagebuchblätter)
- Mit Bismarck vor Paris. Erlebnisse und Gespräche mit dem großen Kanzler während des Deutsch-Französischen Krieges 1870/71; Bearbeitet und herausgegeben von Helmut Sündermann. Zentralverlag der NSDAP Frz. Eher Nachf., München 1940 (Auszug aus Graf Bismarck und seine Leute 1878)